# 卞隨
卞随（?—?），中國上古時期的隐士。
四士之一，天乙在讨伐夏桀之前，曾和卞随商量，卞随拒不回答。汤建立商朝，要让天下给卞随，卞随自认为受到污辱：曰“后之伐桀也，謀乎我，必以我為賊也。勝桀而讓我，必以我為貪也。”投水自盡。